# تحالف المناخ في ألمانيا
تحالف المناخ في ألمانيا (بالألمانية: Klima-Allianz Deutschland)‏ شبكة تضم أكثر من 120 منظمة مجتمع مدني، من بينها مجموعات البيئة ومجموعات التنمية والكنائس والمنظمات التابعة لمجالات الشباب والتعليم والثقافة والصحة بالإضافة إلى النقابات العمالية وجمعيات المستهلكين. تأسس التحالف في 2007، ويهدف إلى توفير جبهة مشتركة للضغط على صناع القرار الألمان لتبني تدابير لحماية المناخ. من الأعضاء البارزين الصندوق العالمي للطبيعة واتحاد حماية البيئة والطبيعة في ألمانيا (أو أصدقاء الأرض في ألمانيا) والنقابة العمالية فيردي (اتحاد الخدمات المتحدة).
إحدى القضايا الرئيسية للتحالف هي منع إنشاء محطات جديدة تعمل بالفحم لتوليد الطاقة (حملة مكافحة الفحم). يرغب التحالف بأن تتخلص الحكومة الألمانية من الفحم بشكل تدريجي وتعزز استخدام الطاقة المتجددة.

## الأنشطة

### تنسيق خطة حماية المناخ 2050 وبرنامج التدابير 2030
بتنسيق من تحالف المناخ في ألمانيا، نشرت أكثر من 50 منظمة «خطة حماية المناخ 2050 للمجتمع المدني الألماني» في نوفمبر 2016 نتيجة لعملية مشاركة واسعة. دعوا فيها إلى أهداف أكثر طموحًا لحماية المناخ وقوة قانونية ملزمة. نشرت الحكومة الألمانية سابقًا خطتها لحماية المناخ 2050 لتمثل رد وطني على اتفاق باريس للمناخ، والتي انتقدها تحالف المناخ في ألمانيا بأنها غير كافية.
نسق تحالف المناخ في ألمانيا بعدها «برنامج عمل حماية المناخ 2030 للمجتمع المدني الألماني». تصف أكثر من ستين منظمة من مختلف أطياف المجتمع المدني في ورقة المطالب واسعة التدابير التي يرونها ضرورية في جميع مجالات السياسة المناخية من أجل تحقيق ألمانيا لهدفها المناخي لعام 2030. تتجلى المطالب الأساسية بالتخلص المبكر من الفحم والتنفيذ السريع للتغييرات في قطاعي النقل والزراعة وسعرًا ضخمًا لضريبة الكربون. مولت وزارة البيئة الفيدرالية الألمانية كلا المشروعين.

### محادثات المناخ في برلين
استضاف تحالف المناخ في ألمانيا محادثات المناخ في برلين منذ نوفمبر 2015 مرات متكررة في السنة والتي تناولت مواضيع مختلفة. تقام الفعاليات بالتعاون مع المنظمات الأعضاء بالتحالف. كان من بين ضيوف الهيئة عدد من الوزراء الفيدراليين وأمناء الدولة وقادة الأحزاب. خُصصت الفعالية الأولى لمقترحات المجتمع المدني لمفهوم النقل الجوي الأكثر ملاءمة للمناخ في ألمانيا.

### حملة مكافحة الفحم
يدعو تحالف المناخ في ألمانيا إلى التخلص التدريجي الطموح من الفحم. يُعد التقليل من توليد الفحم وتعدينه عنصرًا أساسيًا في تحقيق الأهداف المناخية الألمانية والدولية وتحقيق إزالة الكربون الضرورية من أجل الحماية الفعالة للمناخ. لهذا السبب، يطالب التحالف بعدم الموافقة على افتتاح أي مناجم سطحية جديدة. لن تُوسع المناجم السطحية الموجودة في منطقة تعدين الفحم البني في راينلاند ولوساتيا ووسط ألمانيا ولكن حجمها سيُخفض.
يجب أن يكون التغيير الهيكلي في مناطق الفحم البني مُحددًا سياسيًا ومضمونًا ماليًا، على سبيل المثال من خلال صندوق التغيير الهيكلي. بالتعاون مع المجموعات المحلية والإقليمية، يلتزم تحالف المناخ في ألمانيا بالحفاظ أيضًا على القرى والمناظر الطبيعية المهددة بالتعدين السطحي. من أجل تحقيق هذه الأهداف، جعل التحالف الجوانب القانونية والاقتصادية والاجتماعية للاستخدام التجاري للفحم مسألة ذات أولوية. يشير تحالف المناخ في ألمانيا في المحادثات السياسية وأوراق المطالبات وتقارير الخبراء والدراسات إلى مخاطر توليد الطاقة باستخدام الفحم على المناخ والبيئة والصحة. بالإضافة إلى ذلك، فإنه يجذب اهتمام الرأي العام من خلال تقارير وسائل الإعلام والفعاليات والإجراءات والمظاهرات.
نظم تحالف المناخ في ألمانيا حملة مكافحة للفحم لمنع إنشاء محطات جديدة تعمل بالفحم لتوليد الطاقة في ألمانيا وذلك من 2008 إلى 2013. نسق التحالف أنشطة المجتمع المدني ودعمها. أُوقف خلال هذه الفترة 17 مشروعًا لمحطات توليد الطاقة التي تعمل بالفحم وتضر بالمناخ نتيجة للحملة وبالتعاون مع مبادرات المواطنين والجمعيات البيئية والناشطين من مختلف قطاعات المجتمع.
في أعقاب احتجاج لمنظمة السلام الأخضر ضد تعدين الفحم البني في لوساتيا في سبتمبر 2013، سُلمت عريضة من 112157 توقيعًا لسلطات لوساتيا. علقت دانييلا سيتون، متحدثة بسياسة الطاقة في التحالف، بأنها كانت أنجح مجموعة من التواقيع ضد منجم ألماني سطحي جديد على الإطلاق.
شارك التحالف في يوليو 2014 في كتابة ونشر تقرير عن محطات الطاقة الثلاثين الأكثر تلويثًا في أوروبا ودعا إلى إيقاف تشغيلها.
أصدر التحالف في يوليو 2016، جنبًا إلى جنب مع اتحاد حماية البيئة والطبيعة في ألمانيا ومؤسسة هاينريش بول ومؤسسة روزا لوكسيمبورغ، تقريرًا عن آثار تعدين الفحم البني في ألمانيا. يقول التقرير، الذي شارك بكتابته معهد دراسات الاستدامة المتقدمة في بوتسدام، إن الموارد المالية اللازمة لمعالجة الأضرار الناجمة عن تعدين الفحم البني لا تُدعم بشكل كاف من قبل مشغلي التعدين الحاليين الممثلين بفاتينفول (التي باعت لاحقًا مصانعها ومناجمها التي تعمل بالفحم البني إلى إي بي إتش) وآر دبليو إي وميبراغ.

### بيان المناخ
بيان المناخ هو بيان أطلقه تحالف المناخ في ألمانيا في 2016 ويصف رؤية الحراك المناخي. يدعو البيان السياسيين والمجتمع إلى العمل من أجل عالم موجه نحو أهداف اتفاق باريس للمناخ وأهداف التنمية المستدامة العالمية. شاركت المنظمات الأعضاء في تحالف المناخ في ألمانيا بصياغته.
يحدد البيان تغير المناخ والاستهلاك المرتفع للموارد الطبيعية على أنهما تحديان عالميان وعاجلان لا يمكن مواجهتهما إلا من خلال الجهود المشتركة. يشدد على أن مشاكل العالم الذي تسوده العولمة إلى جانب الظلم الشديد وعدم المساواة لا يمكن حلها إلا من خلال التعاون والتضامن العالميين. يقع على عاتق البلدان الصناعية، التي بنت ازدهارها على أساس الوقود الأحفوري وبالتالي أسهمت بشكل كبير في تغير المناخ، مسؤولية خاصة في هذا الصدد.
قُدم بيان المناخ في سبتمبر 2016 في فعالية احتفالية في المرج أمام مبنى الرايخستاغ في برلين. دُعي أيضًا قادة الأحزاب الممثلة في البوندستاغ قبل انتخابات البوندستاغ في العام التالي.

### التشبيك والتدريب
يتوسط التحالف ويحافظ على الشبكات الأساسية والتكتيكية للمنظمات الأعضاء فيه ومع الجهات الفاعلة الأخرى في المجتمع المدني بالإضافة إلى النشاطات المناصرة. إضافة إلى ذلك، يقدم تحالف المناخ في ألمانيا لأعضائه فرصًا لمزيد من التطوير، من خلال ندوات مثلًا.

### يوم العمل العالمي للمناخ
نظم تحالف المناخ في ألمانيا من 2007 إلى 2015 مظاهرات وطنية بالمناسبة السنوية ليوم العمل العالمي للمناخ. بهدف الاحتجاج على قلة الوعي البيئي في السياسة والاقتصاد وتشجيع تدابير لحماية المناخ.
انتقدت المتحدثة باسم التحالف كاتارينا رويتر، في مقابلة مع إذاعة ألمانيا في ديسمبر 2011، خروج كندا من اتفاقية كيوتو.

### قمة الطاقة البديلة
نظم التحالف قمة سنوية للطاقة البديلة من 2010 إلى 2015 نوقشت فيها قضايا سياسة الطاقة والمناخ.
ذكر خبير في التحالف أن شركة الطاقة آر دبليو إي أصبحت غير مربحة تمامًا بعد فشلها في التكيف مع انتقال الطاقة الألماني، وذلك في تقرير إعلامي صدر في أبريل 2016 حول مستقبل الشركة.